# Juan de Morales Guzmán y Tovar
Juan de Morales Guzmán y Tovar (Badajoz, 8 de febrero de 1750 - c. 1811), estadista y magistrado español.
Fue gentilhombre de la Cámara del rey y el 12 de junio de 1792 nombrado corregidor de la ciudad de Madrid. El 24 de mayo de 1795 el rey Carlos IV le concedió los honores del Consejo Real, con asiento y voto en la Sala primera de Gobierno. Al mes siguiente dispuso que fuese parte de los mismos honores y actos que los demás ministros del Consejo, sin otra diferencia que la del traje, y que para asistir al acto de la consulta fuera vestido de negro, con espada y gorra. 
El 23 de noviembre de 1803 fue relevado del corregimiento. Un decreto despachado desde Aranjuez una semana más tarde lo nombró miembro del Consejo Real, con un salario correspondiente de 55 000 reales anuales.
Al no estar graduado en Derecho, el monarca dispuso el 5 de febrero de 1805 que no conociese en asuntos judiciales, sino solamente de los de gobierno.
Falleció alrededor del año 1811.